# Steven Christopher Parker
Steven Christopher Parker (* 8. Januar 1989 in Denver, Colorado) ist ein US-amerikanischer Schauspieler.
Einem breiteren Publikum wurde Parker durch seine Rolle als etwas wunderlich auftretender, aber hochbegabter Arzt im Praktikum Harold Zelinsky in der  Fernsehserie Emergency Room – Die Notaufnahme bekannt.

## Filmografie (Auswahl)
- 2005: Volltreffer – Ein Supercoach greift durch (Rebound)
- 2005: Malcolm mittendrin (Malcolm in the Middle, Fernsehserie, Folge 6x13 Tiki Lounge)´
- 2005: Rodney (Fernsehserie, Folge 2x01 To Hell and Back)
- 2005–2008: Emergency Room – Die Notaufnahme (ER, Fernsehserie, 11 Folgen)
- 2007: Juno
- 2008: Das Muttersöhnchen (Smother)
- 2009: Bones – Die Knochenjägerin (Bones, Fernsehserie, Folge 5x09 The Gamer in the Grease)
- 2010: Greek (Fernsehserie, Folge 3x11 I Know What You Did Last Semester)
- 2010: 90210 (Fernsehserie, Folge 3x19 Nerdy Little Secrets)
- 2010: Navy CIS (NCIS: Naval Criminal Investigative Service, Fernsehserie, Folge 8x16 Kill Screen)
- 2011: Loverboys – Desperate Wives (Cougars, Inc.)
- 2011: Der Fisch-Club (Fish Hooks, Fernsehserie, 17 Folgen)